# John Quinn
Pour les articles homonymes, voir Quinn.
John Quinn (14 avril 1870– 28 juillet 1924) est un avocat d'affaires américain d'origine irlandaise impliqué de façon ambiguë dans la cause indépendantiste.

## Biographie
Grand collectionneur de manuscrits originaux, de peintures et de sculptures et protecteur d'artistes important du post-impressionnisme, il joue un rôle déterminant dans le développement de l'art moderne en faisant en 1913 reconnaître par les douanes comme œuvre d'art les productions artistiques de moins de vingt ans. Elles échappent ainsi à une taxe sur l'importation des marchandises votée par le Congrès en 1909. Ce changement dans l'application de la loi lui permet de financer la première, et gigantesque, exposition d'art contemporain aux États-Unis, l'Armory Show. L'événement, organisé par Walter Pach, provoque un choc culturel, en particulier par le scandale du Nu descendant un escalier de Marcel Duchamp. Désormais, les collectionneurs, tels les époux Aresnberg, s'ouvrent à la modernité. Lui-même constitue, avec l'assistance de sa proche amie Jeanne Foster et de son correspondant parisien Henri-Pierre Roché, une collection de premier ordre.
Sa mort prématurée, à la suite d'un cancer du foie, entraîne, sur fond de défiance morale à l'égard du modernisme, une contestation de la jurisprudence qu'il avait induit et un procès retentissant, l'affaire Brancusi, qui confirme cette jurisprudence en 1928.